# Argenteuil-sur-Armançon
Argenteuil-sur-Armançon ist eine französische Gemeinde mit 224 Einwohnern (Stand: 1. Januar 2022) im Département Yonne in der Region Bourgogne-Franche-Comté; sie gehört zum Arrondissement Avallon und zum Kanton Tonnerrois (bis 2015: Kanton Ancy-le-Franc).

## Geographie
Argenteuil-sur-Armançon liegt etwa 40 Kilometer ostsüdöstlich von Auxerre. Umgeben wird Argenteuil-sur-Armançon von den Nachbargemeinden Pacy-sur-Armançon im Norden, Ancy-le-Franc im Osten und Nordosten, Villiers-les-Hauts im Südosten, Pasilly im Süden sowie Moulins-en-Tonnerrois im Westen und Südwesten.

## Bevölkerungsentwicklung
| Jahr                      | 1962 | 1968 | 1975 | 1982 | 1990 | 1999 | 2006 | 2013 |
| Einwohner                 | 358  | 349  | 347  | 312  | 274  | 246  | 250  | 220  |
| Quelle: Cassini und INSEE |      |      |      |      |      |      |      |      |

## Sehenswürdigkeiten

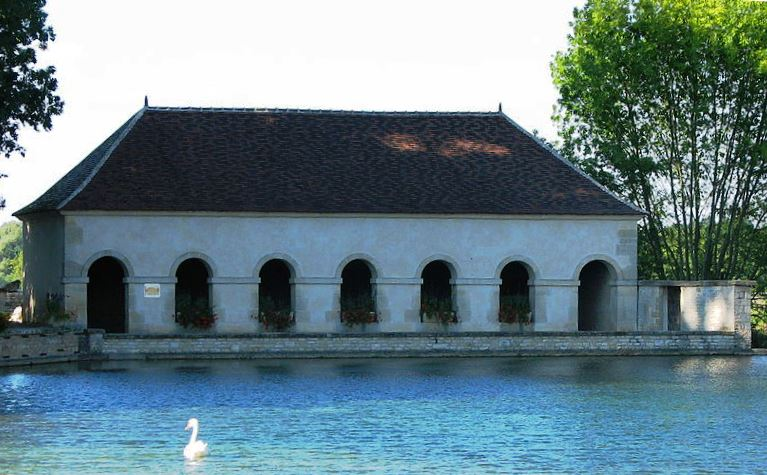
Waschhaus

- Kirche Saint-Didier-et-Saint-Leu aus dem 15. Jahrhundert, Monument historique seit 1911
- Reste der alten Burg
- Waschhaus aus dem 19. Jahrhundert, Monument historique seit 1997